# Kushtia Sadar Upazila
Kushtia Sadar Upazila är ett underdistrikt i Bangladesh. Det ligger i den centrala delen av landet, 130 km väster om huvudstaden Dhaka.
Trakten runt Kushtia Sadar Upazila består till största delen av jordbruksmark. Runt Kushtia Sadar Upazila är det mycket tätbefolkat, med 1 692 invånare per kvadratkilometer.